# 부트스트랩 프로토콜
부트스트랩 프로토콜(Bootstrap Protocol, BOOTP)은 인터넷 프로토콜 네트워크에서 구성 서버에서 네트워크 장치에 IP 주소를 자동으로 할당하는 데 사용되는 컴퓨터 망 프로토콜이다. BOOTP는 원래 1985년에 발표된 RFC 951에 정의되어 있다.
BOOTP의 일부는 임대 기능을 추가하는 동적 호스트 구성 프로토콜(DHCP)로 사실상 대체되었지만, BOOTP의 일부는 DHCP 프로토콜에 서비스를 제공하는 데 사용된다. 일부 DHCP 서버는 기존 BOOTP 기능도 제공한다.
네트워크에 연결된 컴퓨터가 부팅되면 IP 스택은 IP 주소 할당을 요청하는 BOOTP 네트워크 메시지를 브로드캐스트한다. BOOTP 구성 서버는 관리자가 미리 구성한 주소 풀에서 IP 주소를 할당하여 요청에 응답한다.
BOOTP는 전송을 위해 사용자 데이터그램 프로토콜(UDP)을 사용하여 구현된다. 포트 번호 67은 서버가 클라이언트 요청을 수신하는 데 사용하고, 포트 번호 68은 클라이언트가 서버 응답을 수신하는 데 사용한다. BOOTP는 IPv4 네트워크에서만 작동한다.
과거에는 BOOTP가 유닉스 계열 디스크리스 워크스테이션에서 IP 주소 할당 외에도 부트 이미지의 네트워크 위치를 파악하는 데에도 사용되었다. 기업들은 BOOTP를 사용하여 새로 설치된 PC에 미리 구성된 클라이언트(예: 윈도우)를 설치했다.
처음에는 초기 네트워크 연결을 위해 부팅 플로피 디스크를 사용해야 했지만, 이후 네트워크 인터페이스 제조업체들은 인터페이스 카드와 온보드 네트워크 인터페이스가 있는 시스템 보드의 펌웨어에 BOOTP 프로토콜을 내장하여 직접 네트워크 부팅을 가능하게 했다.

## IETF 표준 문서
- B. Volz (November 2005). Reclassifying Dynamic Host Configuration Protocol version 4 (DHCPv4) Options. Network Working Group. RFC 3942. https://tools.ietf.org/html/rfc3942. Proposed Standard.  Updates RFC 2132.
- S. Alexander; R. Droms (March 1997). DHCP Options and BOOTP Vendor Extensions. Network Working Group. RFC 2132. https://tools.ietf.org/html/rfc2132. Draft Standard.  Obsoletes RFC 1533. Updated by RFC 3442, 3942, 4361, 4833 and 5494.
- W. Wimer (October 1993). Clarifications and Extensions for the Bootstrap Protocol. Network Working Group. RFC 1542. https://tools.ietf.org/html/rfc1542. Draft Standard.  Updates RFC 951. Obsoletes RFC 1532.
- R. Droms (October 1993). Interoperation Between DHCP and BOOTP. Network Working Group. RFC 1534. https://tools.ietf.org/html/rfc1534. Draft Standard.
- Bill Croft; John Gilmore (September 1985). BOOTSTRAP PROTOCOL (BOOTP). Network Working Group. RFC 951. https://tools.ietf.org/html/rfc951. Draft Standard.  Updated by RFC 1395, 1497, 1532, 1542 and 5494.

## 같이 보기
- 사전 부팅 실행 환경(PXE)